# ぶたマンモス
ぶたマンモスは、やっぴーと山下大車輪による日本のお笑いコンビである。サンミュージックプロダクション所属。2019年4月8日結成。

## メンバー
やっぴー（やっぴー、1993年3月10日（30歳） - ）
本名 竹安太翔。ボケ担当。未婚。身長184cm、90kg。広島県立府中東高等学校卒。
立ち位置は向かって左。血液型はA型。広島県出身。
茶色のスーツを着用している。以前は黄色の蛍光色のトレーナーにオーバーオールを着用していた。
山下大車輪（やました だいしゃりん、1992年6月17日（30歳） - ）
本名 山下大輔。ツッコミ担当。未婚。身長174cm、65kg。愛媛県立松山東高等学校卒。京都産業大学卒。
立ち位置は向かって右。血液型はB型。愛媛県出身。
紺色のスーツを着用している。以前は青色のスーツを着用していた。
大阪時代は、高校時代の同級生と「ベースマンガン」というコンビで活動していた。

## 来歴
芸歴1年目の頃に、大阪のインディーズライブで出会い、同い年で同期だったこともありすぐに仲良くなる。2015年から1ルーム8畳の家に、同期の芸人3人を加えた5人でルームシェアを始める。やっぴーは2017年に一度芸人を引退するが、東京で解散し相方を探していた山下に誘われ、2018年5月にやっぴーと山下ともう一人を加えたトリオを結成。その後同年11月にトリオを解散し、二人での活動を始め、2019年4月8日にサンミュージックに所属と同時に正式に結成した。

## 出演

### テレビ
- おじさん爆弾 (テレ朝チャンネル1、2019年12月25日)
- 探シタラTV (テレビ朝日、2020年7月10日)
- ENGEIグランドスラム (フジテレビ、2021年5月1日)
- 特命ぺこぱ ~ぺこぱ貸します~ (ひかりTV・dTVチャンネル、2021年5月17日)
- ライオンのグータッチ (フジテレビ、2021年6月26日)
- 知らなくて委員会 (HBCテレビ、2022年3月23日)
- 芸人#0 (千葉テレビ、2022年7月31日、2023年5月28日、2024年3月31日)
- さんすうレスキュー! (NHK Eテレ、2022年10月24日(やっぴーのみ)、2023年1月11日)
- 爆笑ヒットパレード (フジテレビ、2023年1月1日、2025年1月1日)
- ぽかぽか (フジテレビ、2023年1月17日)
- ぺこぱのバズりないと〜No.1と騒ぐ夜〜 (千葉テレビ、2024年5月12日)

### ラジオ
- キックス(YBSラジオ、2019年8月7日、2021年5月12日(山下ピン)、2021年6月9日(やっぴーピン)、2021年12月8日)
- ぶくろ旋風の起こせ！トルネード(FMひがしくるめ、2020年2月17日、2020年2月24日、2021年10月29日)
- ミライラヂヲ(FMaiai、2020年8月30日)
- スターワールドCh(FMぎのわん、2021年7月24日、2022年1月22日)
- ナイツ ザ・ラジオショー(ニッポン放送、2022年1月19日)
- マシンガンエチケット(エフエム愛媛、2023年7月22日)
- マイナビ Laughter Night(TBSラジオ、2023年8月25日)

### Web配信
- VS三拍子 (ニコジョッキー、2019年6月27日、2020年10月22日、2021年10月29日)

- AkiValley (YouTube Akiba.TV、2020年11月8日-) -日曜MC

- サンミュージックの前説放送 (ニコジョッキー、2019年11月5日、2021年4月6日)
- 新時代のショートネタ王決定戦 12秒グランプリ　(ABEMA、2022年1月13日)
- 内さまワールド(Netfilx、2023年6月1日)
- 脳汁じゅ〜す(ABEMA、2024年8月17日)

### ライブ
- AYAKARNIVAL 2021（日本武道館） - 出演：アップアップガールズ（2） / HKT48 / EMPiRE / カミングフレーバー（SKE48） /  超ときめき♡宣伝部  /  ≠ME  /   武藤彩未

## 賞レース戦績
キングオブコント2023 準々決勝進出
キングオブコント2024 準々決勝進出
キングオブコント2025 準々決勝進出